# Esther Freudenberg
Esther Freudenberg (* 1968) ist eine deutsche Krankenschwester und Schriftstellerin.

## Leben
Esther Freudenberg verbrachte acht Jahre ihrer Kindheit unter Urvölkern im Regenwald. Mit neun Jahren zog sie mit ihren Eltern nach Indonesien, die dort im Auftrag des Missionswerkes „Weltweiter Einsatz für Christus“ (WEC) als Missionare tätig waren. In dieser Zeit besuchte sie englische und indonesische Schulen und war in einigen Internaten untergebracht. Zurück in Deutschland machte sie eine Ausbildung zur Krankenschwester. Nach einem einjährigen Kurzzeiteinsatz im westafrikanischen Gambia besuchte sie in Deutschland eine Bibelschule, bevor sie weiter als Krankenschwester arbeitete. 
Sie engagierte sich in der Jugendarbeit der Freien evangelischen Gemeinde (FeG) Gießen, wo sie ihren Ehemann kennenlernte. Für ihre Kinder wie auch für die ehrenamtliche Arbeit bei Kindergottesdiensten und auf Freizeiten begann sie Kurzgeschichten und später Jugendromane zu schreiben. Seit 2012 werden ihre Bücher durch den evangelikalen Verlag „conception Seidel“ aus Hammerbrücke im sächsischen Vogtland verlegt.
Esther Freudenberg ist verheiratet mit ihrem Mann Martin. Das Paar hat vier erwachsene Kinder.

## Veröffentlichungen
- Kostbarer als Gold, süßer als Honig: 38 "Schatz"-Geschichten, Verlag Concepcion Seidel, Muldenhammer 2012, ISBN 978-3-86716-091-9
- Felsenfest!: 41 Geschichten, Verlag Concepcion Seidel, Muldenhammer 2013, ISBN 978-3-86716-094-0
- Ein Lied für Amelie, Verlag Concepcion Seidel, Muldenhammer 2014, ISBN 978-3-86716-109-1
- Kevins Medaillon, Verlag Concepcion Seidel, Muldenhammer 2015, ISBN 978-3-86716-120-6
- In den Ruinen von Tikal, Verlag Concepcion Seidel, Muldenhammer 2015, ISBN 978-3-86716-128-2
- Wer aufgibt, verliert?, Verlag Concepcion Seidel, Muldenhammer 2015, ISBN 978-3-86716-130-5
- (K)ein Wunder zu wenig, Verlag Concepcion Seidel, Muldenhammer 2016, ISBN 978-3-86716-131-2
- Unter der Laterne, Verlag Concepcion Seidel, Muldenhammer 2016, ISBN 978-3-86716-137-4
- Das Vermächtnis des Professors, Verlag Concepcion Seidel, Muldenhammer 2017, ISBN 978-3-86716-140-4
- Richtig fette Beute, Verlag Concepcion Seidel, Muldenhammer 2017, ISBN 978-3-86716-143-5
- Euer Ja sei ein Ja, Verlag Concepcion Seidel, Muldenhammer 2018, ISBN 978-3-86716-153-4
- Hiobsbotschaften und Geheimnisse, Verlag Concepcion Seidel, Muldenhammer 2018, ISBN 978-3-86716-161-9
- So hoch der Himmel über der Erde ist, Verlag Concepcion Seidel, Muldenhammer 2018, ISBN 978-3-86716-166-4
- Auf Gott hören, Verlag Concepcion Seidel, Muldenhammer 2018, ISBN 978-3-86716-167-1
- Auf Gott hören 2, Verlag Concepcion Seidel, Muldenhammer 2019, ISBN 978-3-86716-182-4
- Pfefferspray und Schokolade, Verlag Concepcion Seidel, Muldenhammer 2020, ISBN 978-3-86716-190-9
- Auf Gott hören 3, Verlag Concepcion Seidel, Muldenhammer 2020, ISBN 978-3-86716-193-0
- Noahs Gebet, Verlag Concepcion Seidel, Muldenhammer 2020, ISBN 978-3-86716-194-7
- Himmelstänzer, Verlag Concepcion Seidel, Muldenhammer 2020, ISBN 978-3-86716-205-0
- Timo und der Königsstern, Verlag Concepcion Seidel, Muldenhammer 2020, ISBN 978-3-86716-207-4
- Auf Gott hören 4, Verlag Concepcion Seidel, Muldenhammer 2021, ISBN 978-3-86716-209-8
- Timo geht in den Ostergarten, Verlag Concepcion Seidel, Muldenhammer 2021, ISBN 978-3-86716-217-3
- Timo und die letzte Waffel, Verlag Concepcion Seidel, Muldenhammer 2021, ISBN 978-3-86716-221-0
- Ruhe für die Seele, Verlag Concepcion Seidel, Muldenhammer 2022, ISBN 978-3-86716-230-2
- Das Maximum, Verlag Concepcion Seidel, Muldenhammer 2022, ISBN 978-3-86716-237-1
- Stasi, das Schulekel, Verlag Concepcion Seidel, Muldenhammer 2022, ISBN 978-3-86716-241-8
- Auf Gott hören 5, Verlag Concepcion Seidel, Muldenhammer 2022, ISBN 978-3-86716-244-9
- Timo und das Schaf, das gefehlt hat, Lichtzeichen Verlag Lage 2022, ISBN 978-3-86954-540-0

Unterrichtsmaterialien
- Was würde Jesus tun?: mit 9 - bis 12-Jährigen Jesus nachfolgen; 13 ausgearbeitete Stundenentwürfe zur Bergpredigt, Verlag Concepcion Seidel, Muldenhammer 2012, ISBN 978-3-86716-089-6.
- Jesus sagt: "Ich bin ...": 13 ausgearbeitete Stundenentwürfe für 9- bis 13-Jährige, Verlag Concepcion Seidel, Muldenhammer 2013, ISBN 978-3-86716-098-8.
- Was sagt Jesus dazu?: 13 ausgearbeitete Stundenentwürfe für 9- bis 13-Jährige, Verlag Concepcion Seidel, Muldenhammer 2014, ISBN 978-3-86716-102-2.
- Gott ist ... (mehrteiliges Werk), Verlag Concepcion Seidel, Muldenhammer.
  - Band 1 – Gott ist ... : mit 9- bis 13-Jährigen Gott besser kennenlernen, 2014, ISBN 978-3-86716-112-1.
  - Band 2 – Gott ist ... : mit 9- bis 13-Jährigen Gott besser kennenlernen, 2015, ISBN 978-3-86716-116-9.
- Das Vaterunser für 9- bis 13-Jährige, Verlag Concepcion Seidel, Muldenhammer 2016, ISBN 978-3-86716-134-3.
- Schätze heben aus dem Buch der Sprüche, Verlag Concepcion Seidel, Muldenhammer 2019, ISBN 				978-3-86716-179-4

Videoveröffentlichungen
- Timo geht in den Ostergarten
- A. D. 33 https://www.youtube.com/watch?v=pKcUvNpE9po